# Arriba
Arriba – miasto w Stanach Zjednoczonych, w stanie Kolorado, w hrabstwie Lincoln.